# Ross Flood

Zawodnik Oklahoma State Cowboys

Aaron Ross Flood (ur. 28 grudnia 1910 w Braman, zm. 23 maja 1995 w Stillwater) – amerykański zapaśnik walczący w stylu wolnym. Srebrny medalista olimpijski z Berlina 1936, w wadze koguciej.
Zawodnik Blackwell High School w Blackwell i Oklahoma State University. Trzy razy All-American (1933 – 1935) w NCAA Division I, pierwszy w 1933, 1934 i 1935. Outstanding Wrestler w 1935 roku.

## Letnie Igrzyska Olimpijskie 1936
| Konkurencja      | Rundy eliminacyjne     | Rundy eliminacyjne        | Rundy eliminacyjne    | Rundy eliminacyjne    | Rundy eliminacyjne      | Rundy eliminacyjne   | Klas. końcowa |
| Konkurencja      | Przeciwnik I           | Przeciwnik II             | Przeciwnik III        | Przeciwnik IV         | Przeciwnik V            | Przeciwnik VI        | Miejsce       |
| ---------------- | ---------------------- | ------------------------- | --------------------- | --------------------- | ----------------------- | -------------------- | ------------- |
| 56 kg styl wolny | Enrique Jurado (PHI) Z | Shankarrao Thorat (IND) Z | Cesar Gaudard (SUI) Z | Aatos Jaskari (FIN) Z | Herman Tuvesson (SWE) Z | Ödön Zombori (HUN) P | 2.            |